# Adrian Gaxha
Adrian Gaxha (in macedone Адријан Гаџа?; Skopje, 13 febbraio 1984) è un cantante macedone di etnia albanese, rappresentante della Macedonia del Nord all'Eurovision Song Contest 2008 con il brano Let Me Love You, in collaborazione con Tamara Todevska e Vrčak.

## Biografia
Adrian Gaxha è salito alla ribalta nel 2001, con la sua partecipazione e vittoria al festival di musica albanese Nota Fest. Nella sua carriera ha cantato sia in albanese che in macedone.
Il 23 febbraio 2008 ha partecipato, insieme a Tamara Todevska e a Vrčak, allo Skopje Fest, quell'anno utilizzato anche come selezione del rappresentante eurovisivo macedone. La loro canzone Izgubena vo noḱta ha vinto sia il voto della giuria che il televoto. Nella seconda semifinale dell'Eurovision Song Contest 2008, che si è tenuta il successivo 22 maggio a Belgrado, il trio ha cantato una versione in lingua inglese della canzone presentata allo Skopje Fest intitolata Let Me Love You, piazzandosi al 10º posto su 19 partecipanti con 64 punti totalizzati; nonostante di norma i primi dieci classificati in semifinale procedano verso la finale, una regola introdotta nel 2008 stabiliva che il decimo qualificato sarebbe stato scelto da una giuria, la quale ha preferito far passare in finale la canzone svedese, che si era classificata 12ª nel televoto. L'esibizione macedone è stata la più televotata della serata in Croazia e Serbia.

## Discografia

### Album in studio
- 2003 – 300 godini

### Raccolte
- 2016 – The Best of Adrian

### EP
- 2016 – Adrian Gaxha

### Singoli
- 2008 – Let Me Love You (con Tamara Todevska e Vrčak)
- 2015 – Kalle (feat. Lindon)
- 2016 – Oj ti qik (feat. Florian)
- 2016 – Asnihere (feat. Lindon)
- 2016 – My Girl (feat. Franques)
- 2016 – Money (feat. Lindon)
- 2017 – Ka je X2
- 2018 – Lujmi krejt (feat. Onat)
- 2018 – Lady Malena (feat. Vig Poppa)
- 2019 – Ajshe (feat. Enur Pakashtica)